# Pojazd metra

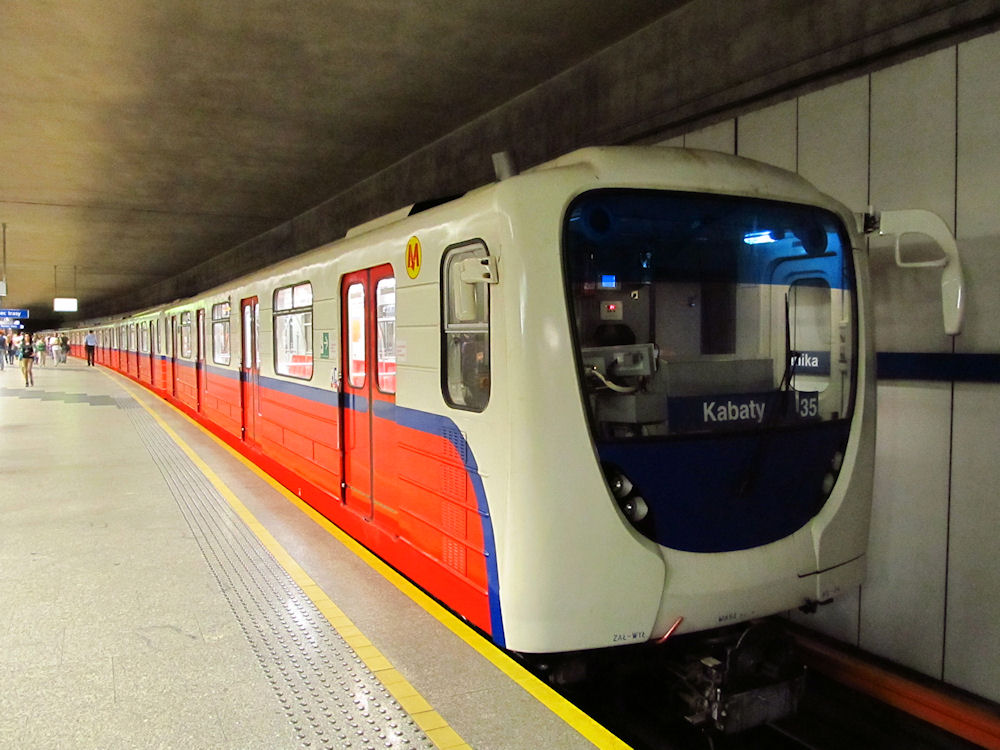
Pojazd metra

Pojazd metra – pojazd szynowy przystosowany do poruszania się po torach metra.